# Парламентские выборы в Сальвадоре (2000)
Парламентские выборы в Сальвадоре проходили 12 марта 2000 года. В результате, хотя Националистический республиканский альянс набрал наибольшее число голосов, победил Фронт национального освобождения имени Фарабундо Марти, получивший 31 из 84 мест Законодательного собрания. Явка составила 38,5 %.
Тем не менее, Националистический республиканский альянс остался правящей партией в коалиции с Национальной коалиционной партией.

## Результаты
| Партия                                                 | Голоса    | %    | Места | +/-   |
| ------------------------------------------------------ | --------- | ---- | ----- | ----- |
| Националистический республиканский альянс              | 436 169   | 36,0 | 29    | +1    |
| Фронт национального освобождения имени Фарабундо Марти | 426 289   | 35,2 | 31    | +4    |
| Национальная коалиционная партия                       | 106 802   | 8,8  | 13    | +2    |
| Христианско-демократическая партия                     | 87 074    | 7,2  | 6     | -4    |
| Объединённый демократический центр                     | 65 070    | 5,4  | 3     | новая |
| Движение обновления                                    | 44 901    | 3,7  | 2     | новая |
| Социально-христианский союз                            | 23 329    | 1,9  | 0     | новая |
| Либерально-демократическая партия                      | 15 639    | 1,3  | 0     | -2    |
| Народная трудовая партия                               | 4996      | 0,4  | 0     | новая |
| Недействительных/пустых бюллетеней                     | 46 073    | -    | -     | -     |
| Социально-христианская партия обновления               | 40 039    | 3,6  | 3     | новая |
| Всего                                                  | 1 256 342 | 100  | 84    | 0     |
| Источник: Nohlen                                       |           |      |       |       |